# Lago Salton
El lago Salton o mar de Salton (del inglés: Salton Sea) es una depresión restante de lo que anteriormente se le denominó Lago Cahuila, que es parte de la depresión en conjunto con la Laguna Salada (altitud -12 metros). Es un lago salado y endorreico ubicado en el sur de California, al suroeste de Estados Unidos, cuya altitud es de -65 metros, (la segunda más baja después del Valle de la Muerte con -86 metros sobre el nivel medio de mar). En 2020, "Palm Springs Life Magazine" resumió su situación indicando que "Salton Sea deriva su fama por ser el mayor desastre ambiental de la historia de California".
Lago Salton es parte de antiguo Lago Cahuila, en el cual es alimentado por el Río Nuevo (125 km) y el Río Álamo, que fluyen paralelos, de sur a norte, desde la ciudad de Mexicali y Valle de Mexicali que a su vez son aguas residuales del Río Colorado, que desde el sigo XIX y a principios del sigo XX grandes avenidas fluían por éste cauce. También desemboca el Whitewater. 
El lago fue creado por una gran crecida del río Colorado ocurrida en 1905, a raíz de un monumental error de cálculo en una obra de ingeniería. Poco después de excavarse un canal desde el río Colorado para irrigar las ricas tierras de cultivo del valle Imperial, el río se desbordó a consecuencia de una serie de inundaciones y cambió de curso. El agua inundó los canales de riego durante varios meses en la llanura de Salton, inundando hogares y granjas: anegó 1000 km² de desierto y creó un mar interior. Durante más de dos años el canal desvió casi la totalidad del enorme caudal del Colorado hacia la depresión de Salton.

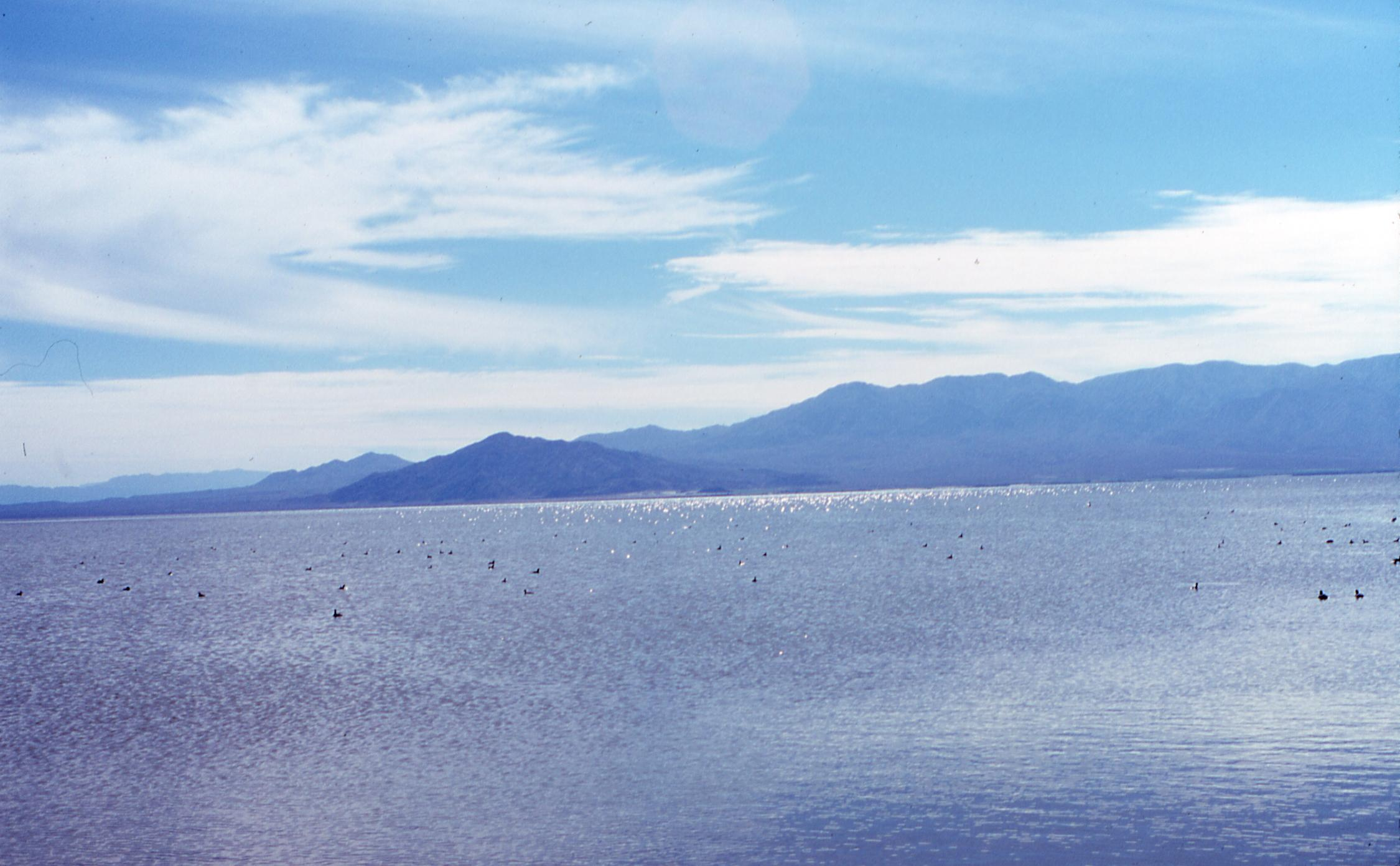
Vista del lago Salton.

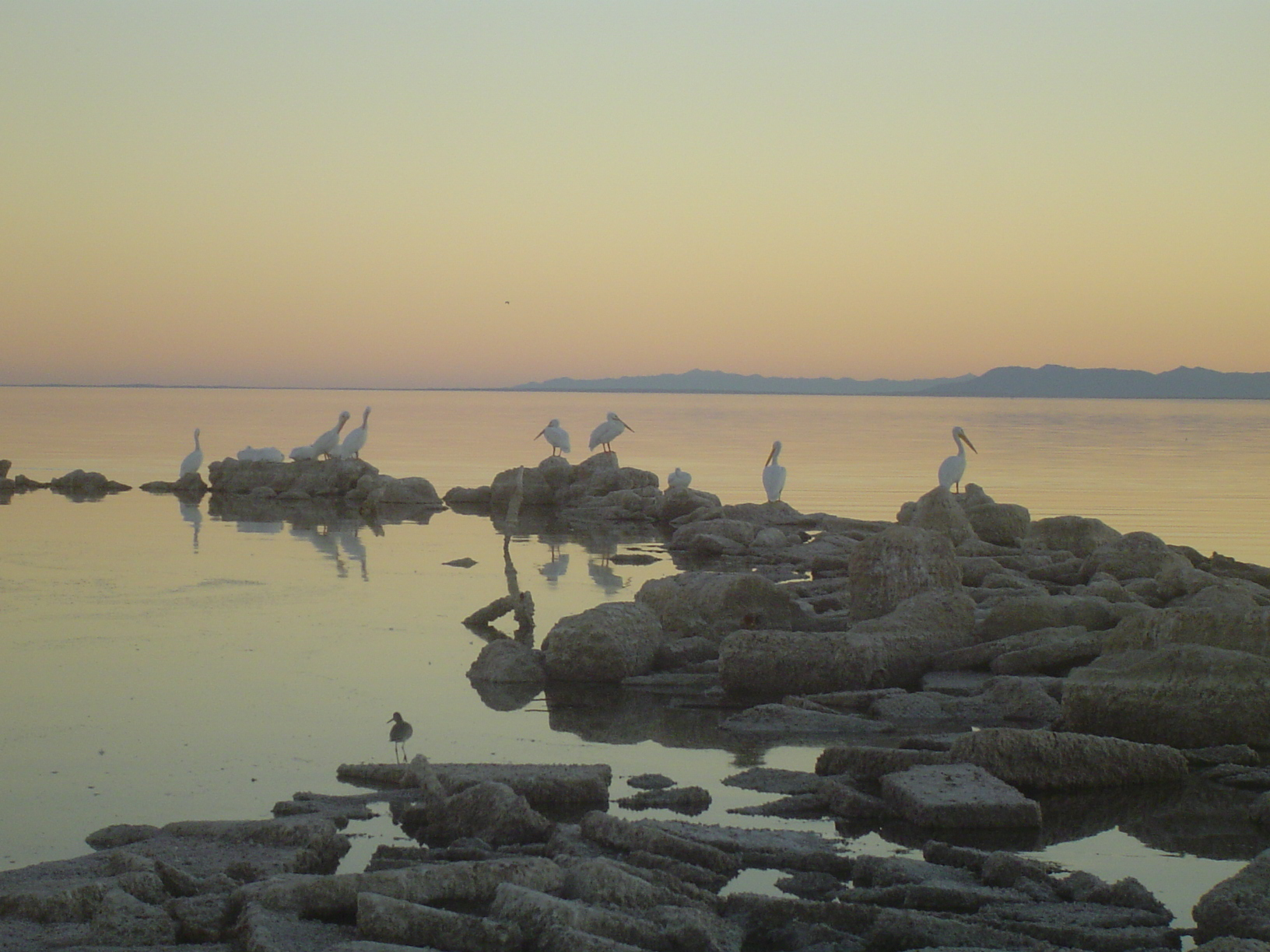
Pelícanos blancos en la orilla norte del lago Salton.

Se encuentra en un ambiente árido y desértico, al norte del Valle Imperial. Con 974 km², es el lago más grande de California. Sin embargo, su superficie cambia de acuerdo a su abastecimiento de agua que depende de la que se usa para la agricultura, de la evaporación, de las precipitaciones y derrames. Mide en promedio de 24 a 56 km. Está entre los límites de los condados de Riverside e Imperial. El lago se encuentra en una  depresión entre las montañas de San Jacinto al oeste y las montañas Chocolate al oeste.
El lago Salton, que una vez fue un paisaje de postal, con playas de arena y miles de aves migratorias, ahora está muy dañado, saturado de sales y pesticidas. 
En la costa sur del lago se encuentra el desemboque de los dos ríos que alimentan con agua continuamente al mar de Salto. En esa zona está ubicado el Refugio Nacional de vida silvestre Sonny Bono del mar Salton, que es un esfuerzo por apoyar la conservación de la vida silvestre. 
El lago Salton es naturalmente salobre. Los terrenos que lo rodean contienen sales depositadas por un antiguo mar, desaparecido hace milenios. Eliminadas por los agricultores del Valle Imperial cercano para hacer la tierra cultivable, se han acumulado en el lago, que es ahora más salado que el océano Pacífico.
El Valle Imperial ocupa con sus cultivos hasta 2000 km² al sur del lago Salton y es alimentado de agua por el All-American Canal (1942). Las aguas de escorrentía cargadas de fertilizantes y plaguicidas acaban en el lago cerrado. Tiene una contribución adicional de aguas escasa de algunos ríos locales. Sin embargo, con la evaporación, la contaminación se acumula.
Durante 75 años, están previstas grandes obras que persiguen la rehabilitación del lago. En el centro, un área drenada se cubrirá con arena fijada por las plantaciones. Un dique de 83,6 km luego delimitará las dos áreas: en el sur, las marismas de agua salada para las aves y, en el norte, una gran masa de agua para recreo.
Este lago también aparece en el videojuego Grand Theft Auto 5 y recibe el nombre de Álamo Sea.
Mencionado en la canción Drunk Walk Home de la artista Mitski.